# Underneath the Paint
Underneath the Paint è un cortometraggio muto del 1914 diretto da Charles L. Gaskill.

## Produzione
Il film fu prodotto dalla Vitagraph Company of America come Broadway Star.

## Distribuzione
Distribuito dalla General Film Company, il film - un cortometraggio in tre bobine - uscì nelle sale cinematografiche statunitensi il 14 dicembre 1914.